# Wat Phra Sri Ratana Mahathat

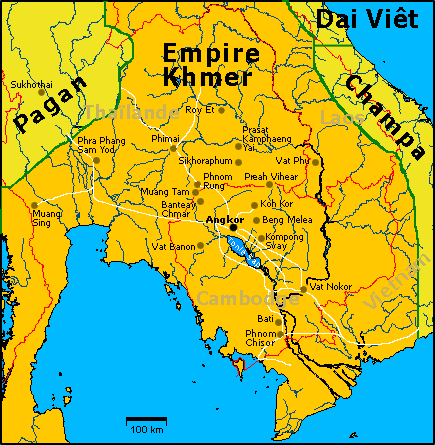
Principaux sites khmers

Situé au milieu de la ville de Lopburi, en Thaïlande, le Wat Phra Sri Ratana Mahathat est le plus ancien temple de la ville et celui possédant le prang le plus haut. Le prang, plus élancé que ceux de l'isaan, est fait de latérite avec quelques restes de stuc encore visibles. À l'origine, on le datait de l'époque d'Angkor Vat, c'est-à-dire du XIIe siècle, on estime maintenant qu'il appartient à l'école U Thong (XIVe siècle). On peut donc le considérer comme le premier exemple de prang tai, par opposition aux prang khmers.

## Historique
La ville de Louvo (Lopburi), qui fut un centre Môn de la culture de Dvaravati, fut prise par les khmers sous le règne de Suryavarman I et devint la capitale de la partie centrale de la vallée de la Chao Phraya. Louvo demeura une cité khmère jusqu'à la fin du XIIIe siècle, les gouverneurs locaux prouvant leur indépendance par l'envoi de délégations en Chine (en 1115, soit 2 ans après l'accession au trône de Suryavarman II, et 40 ans plus tard, à la mort de celui-ci). En 1289, Louvo avait définitivement rompu avec Angkor ; cette rupture s'est traduite dans l'art et l'architecture de cette époque. Le sanctuaire principal du Wat Phra Sri Ratana Mahathat rappelle certains éléments du Prasat Hin Phimai et d'Angkor Vat, mais les proportions et les matériaux utilisés sont différents. Néanmoins, il n'y a pas encore de consensus sur le fait que le style du Wat Phra Sri Ratana Mahathat soit un style khmer régional ou un style imaginé et développé localement.
Le viharn luang (principale salle d'assemblée des fidèles bouddhistes, religieux et laïcs) a été construit à l'époque du roi Narai le grand (XVIIe siècle), dans un style purement thaï.

## Le sanctuaire central
Le prang central, situé à l'ouest du Vihan Luang, est en latérite recouverte de stuc, avec des décorations prouvant le culte bouddhiste mahayana. Le gopura menant au prang a été construit à l'époque khmère, mais a été modifié par les rois Ramesuan, Phra Maha Chakraphat, et Narai le grand. Le prang contenait à l'origine de nombreuses statues de Bouddha et des tablettes votives.
La tour sanctuaire est bâtie sur un socle peu élevé et précédée d'un  mandapa et d'un court  antalara. Sa forme rappelle celle d'un épi de maïs. La base de la tour est plus haute qu'Prasat Hin Phimai par exemple, ainsi que les frontons. Les redents, les étages multiples ainsi que les antéfixes inclinés vers le centre de la tour contribuent également  à donner une impression de grandeur. Il reste des traces de décorations en stuc de grande qualité.
Un seul linteau est encore en place et représente probablement Krishna tenant deux animaux, ce qui rappelle le style du Baphuon (XIe siècle), alors que ce linteau date du XIIIe siècle. Peut-être est-ce une copie d'un linteau original qui pouvait se trouver sur le bâtiment de grès en ruines se trouvant derrière la tour sanctuaire.
À proximité, on peut également voir des prangs rai ou prangs satellites en brique.

## Photographies

Wat Phra Sri Ratana Mahathat
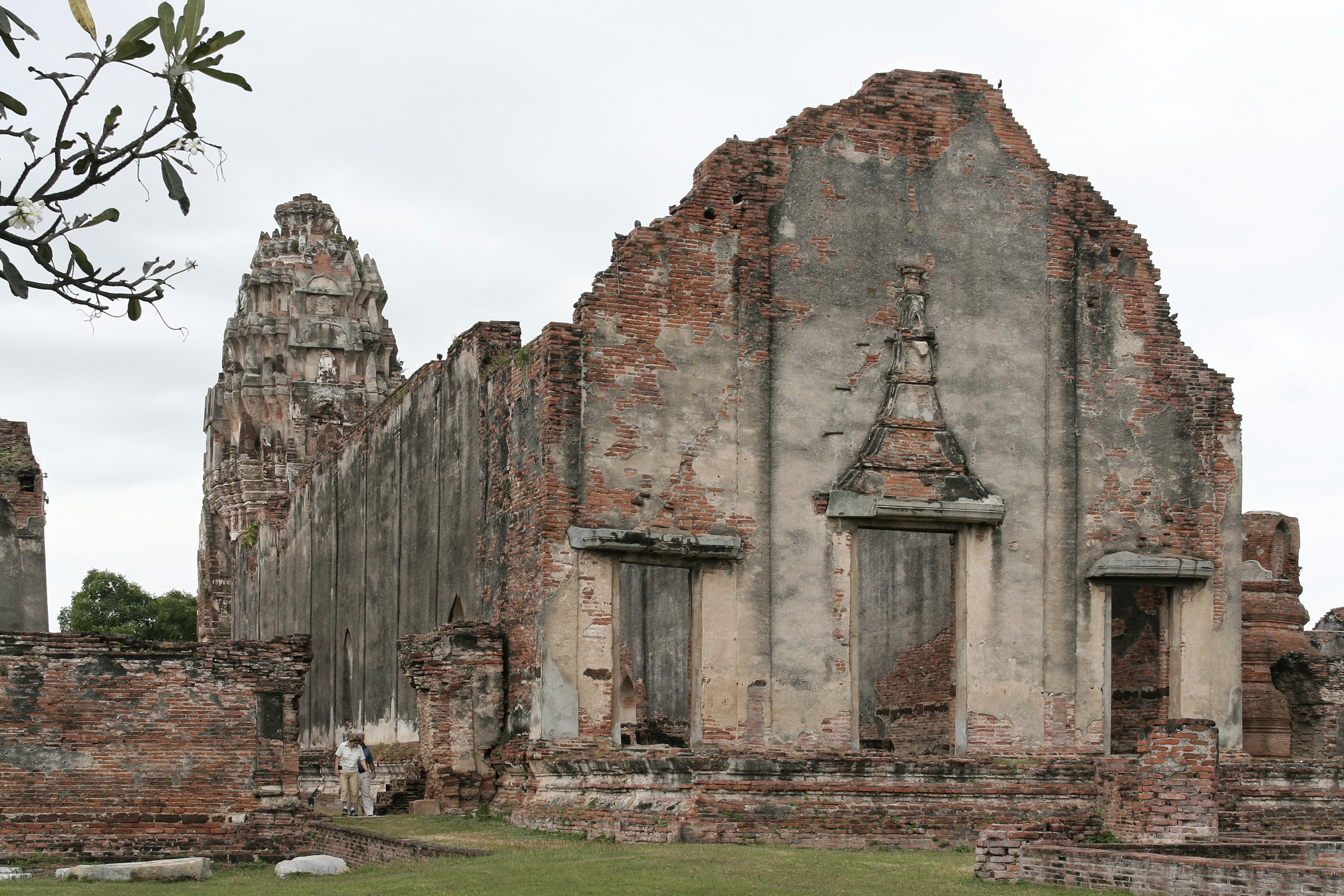
Entrée du  viharn luang, construit par Narai
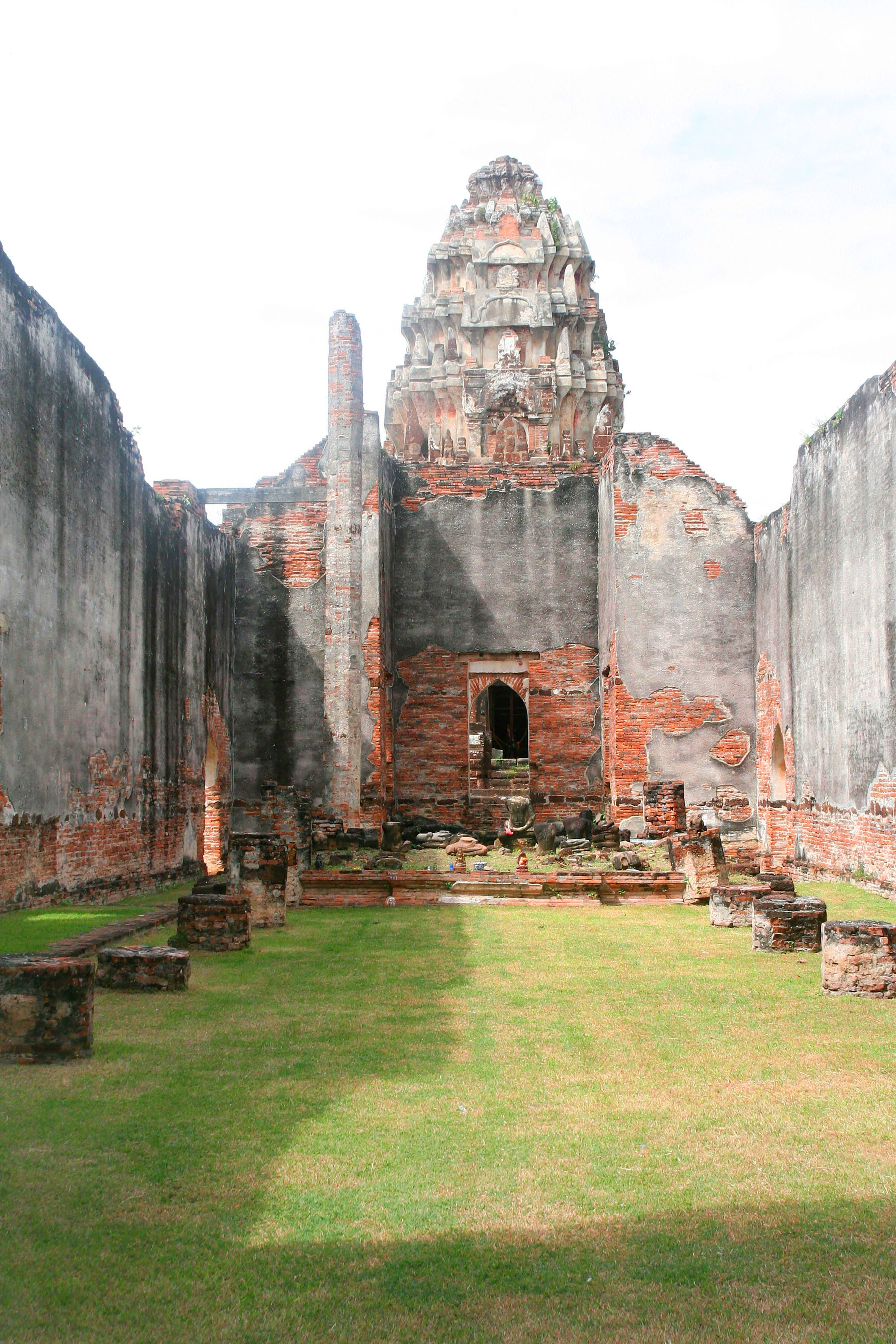
Intérieur du  viharn luang, construit par Narai
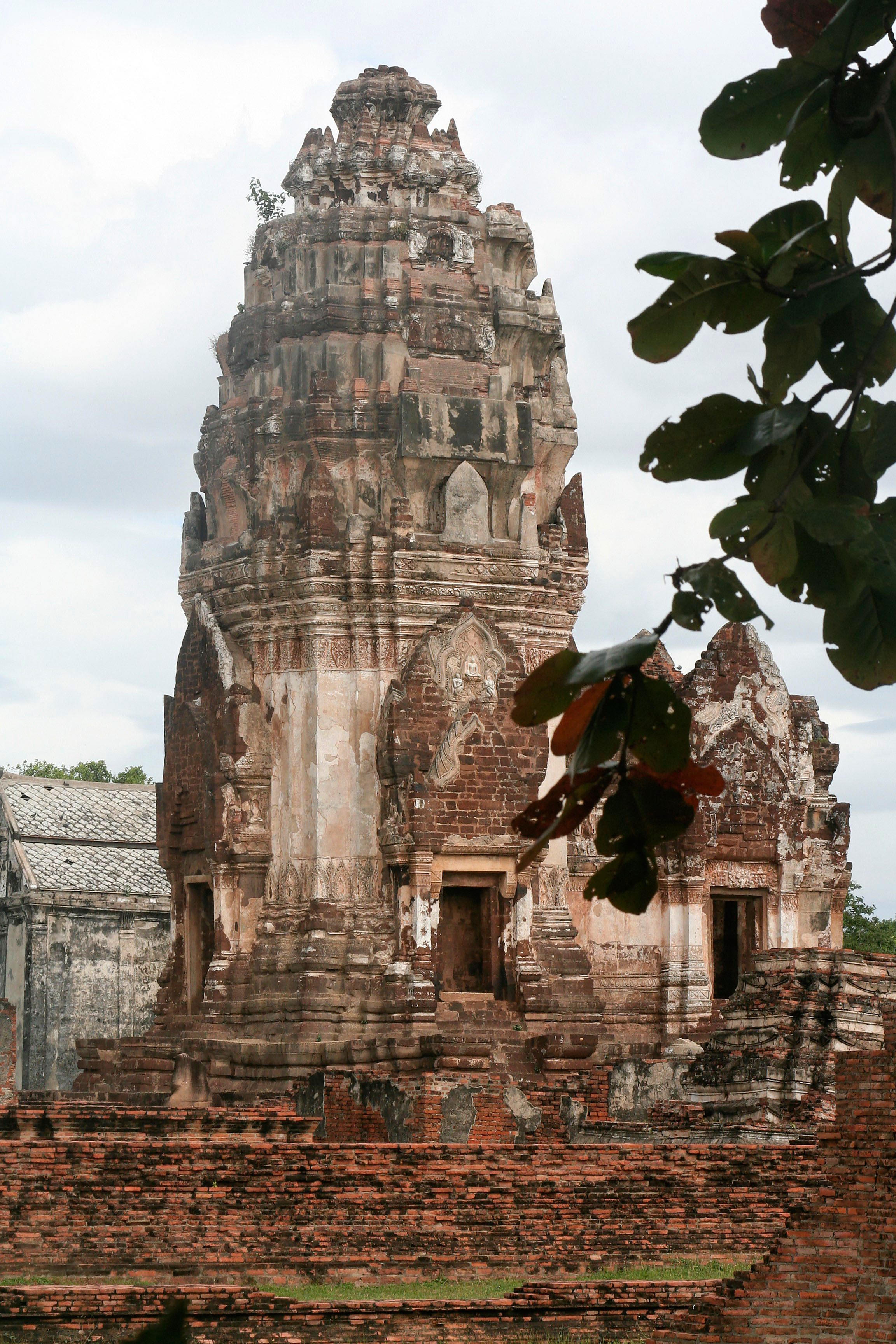
Le sanctuaire central et son mandapa
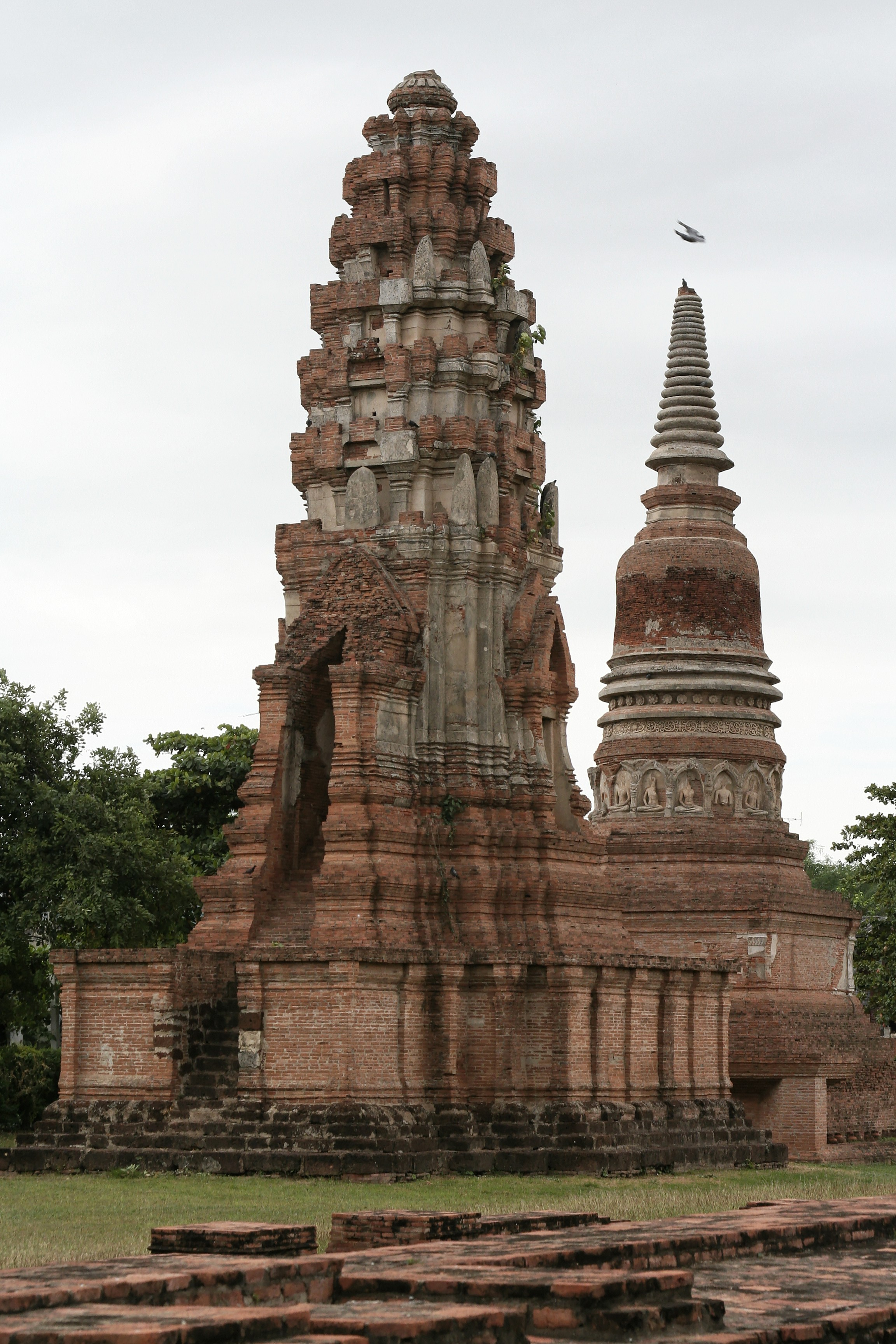
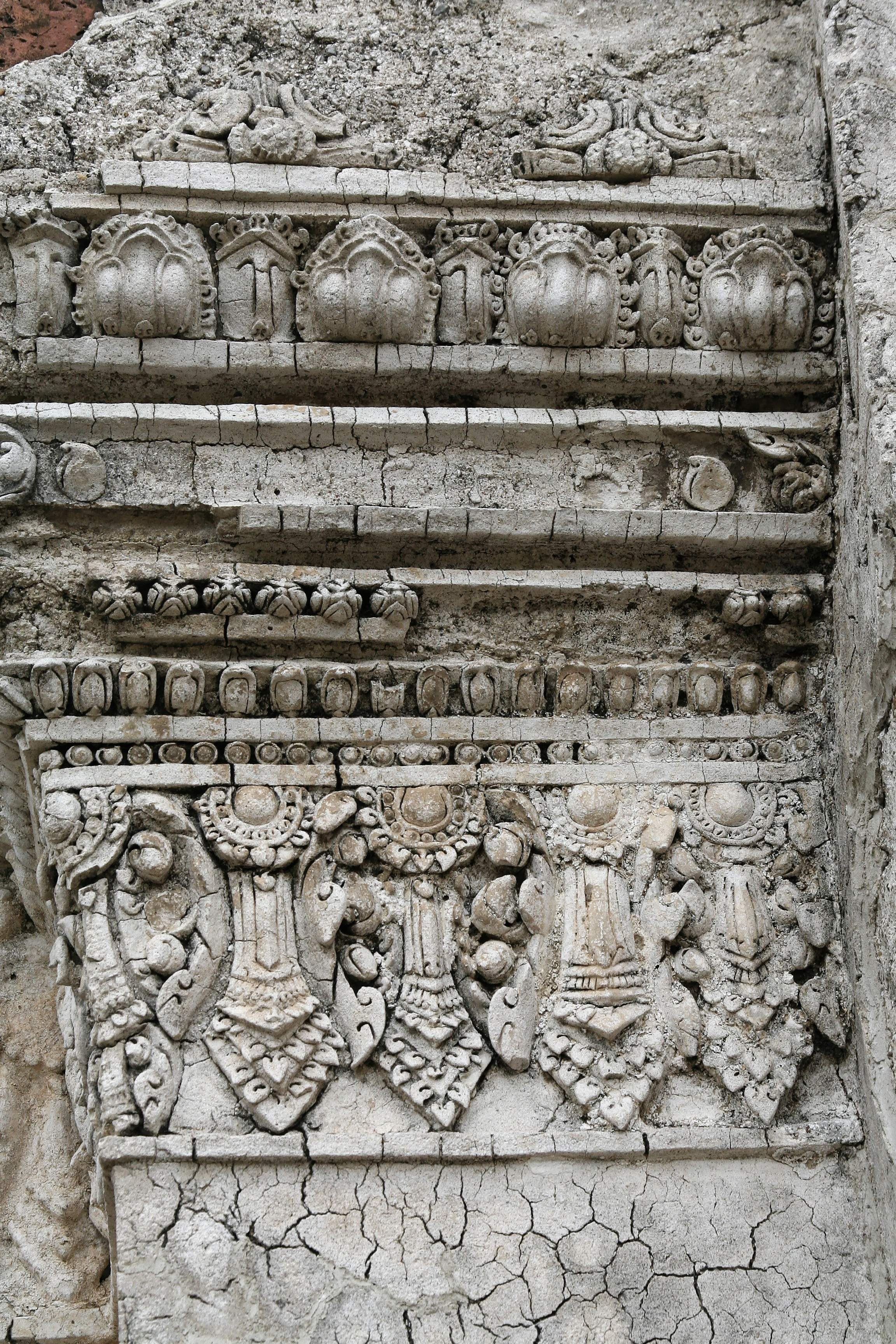
Décorations en stuc sur le prang central
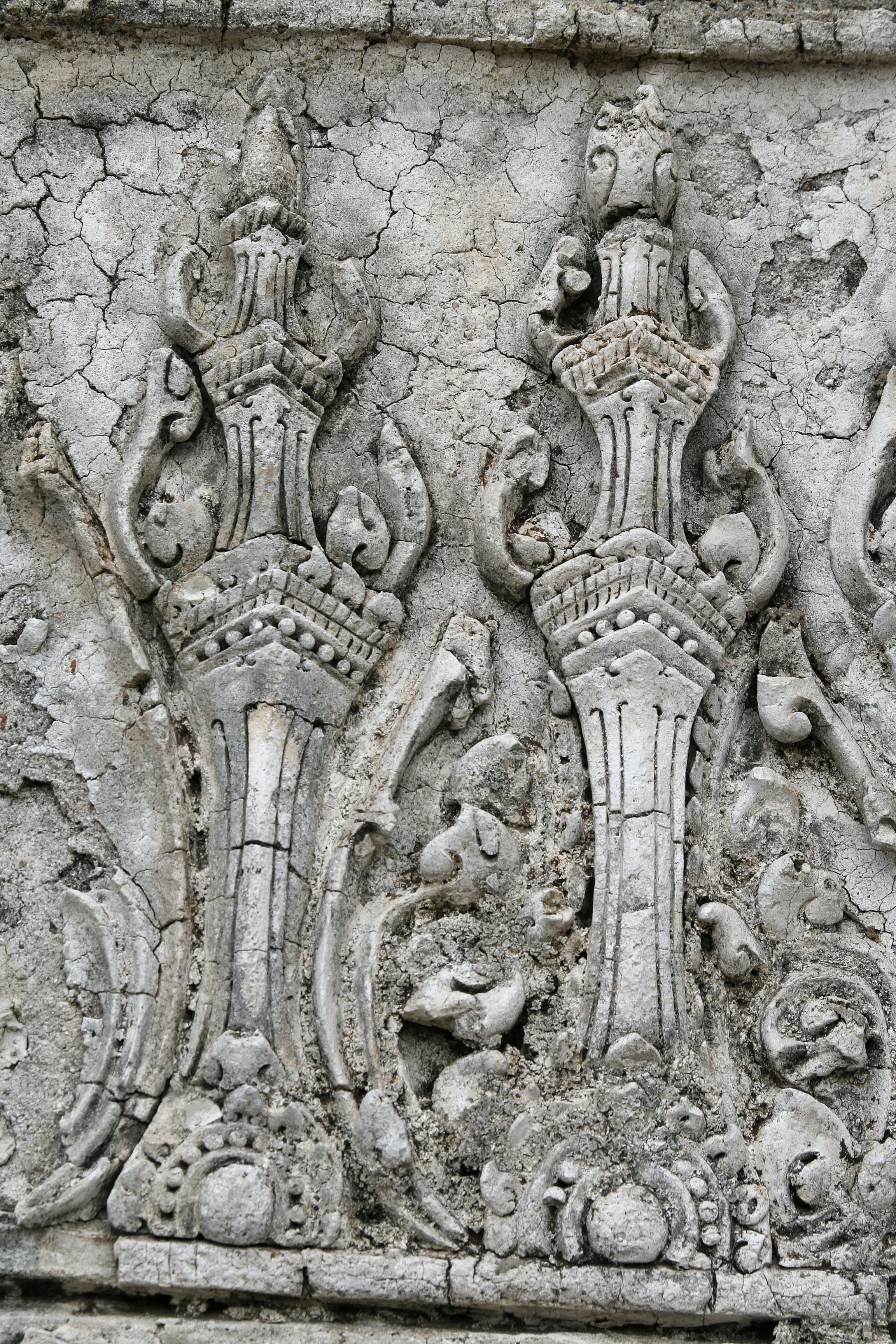
Décorations en stuc sur le prang central
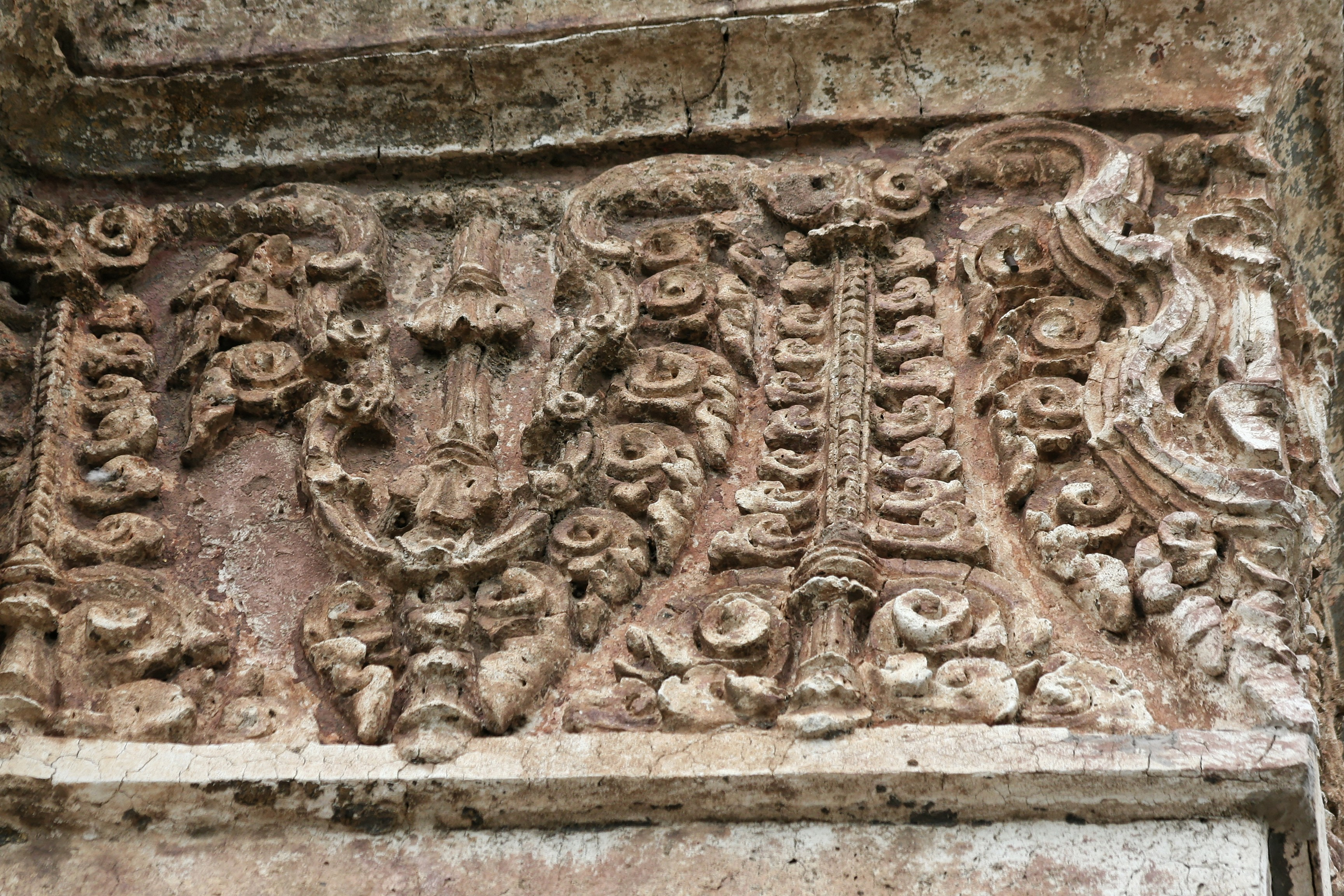
Décorations en stuc sur le prang central
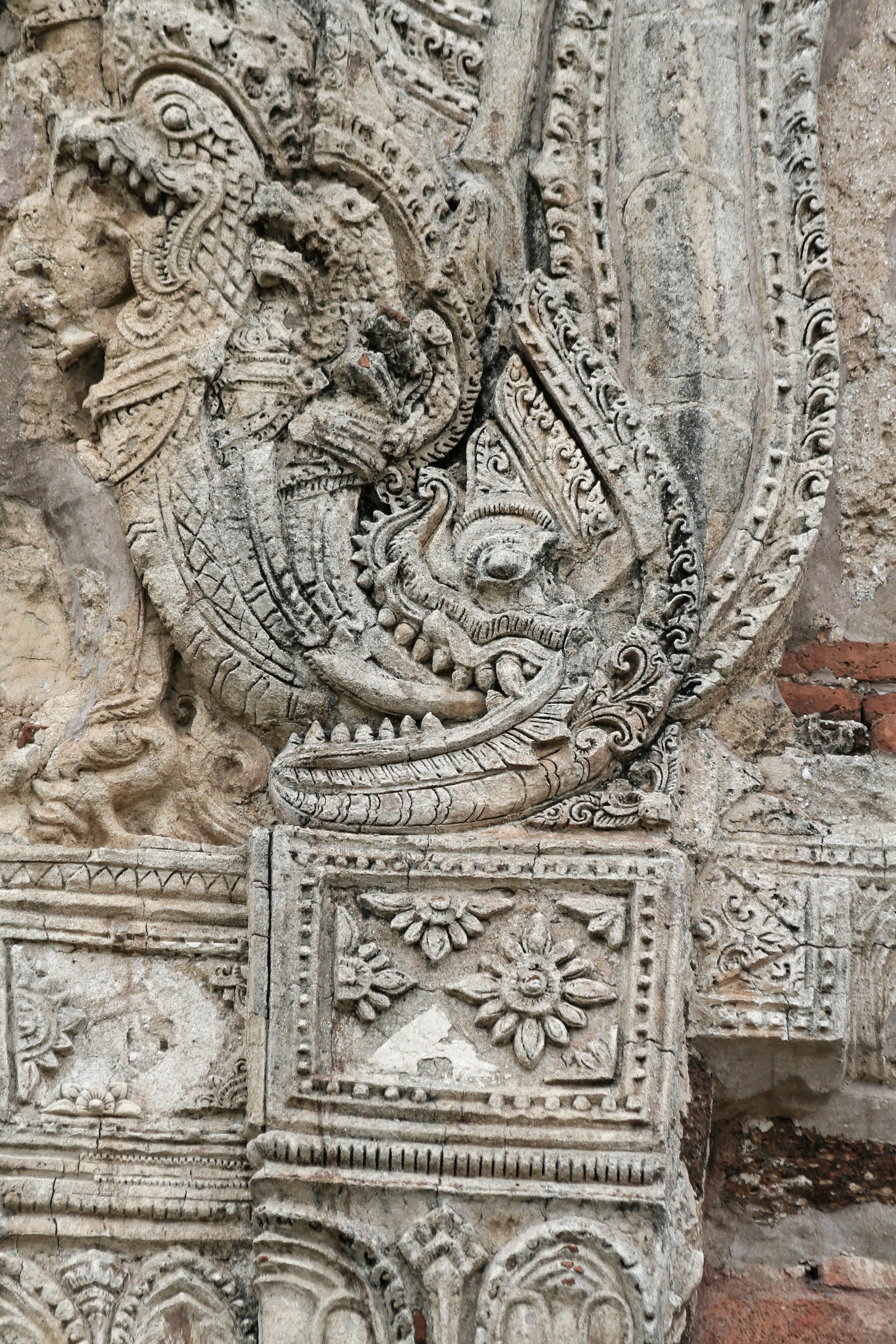
Décorations en stuc sur le prang central : Makara crachant des nâgas
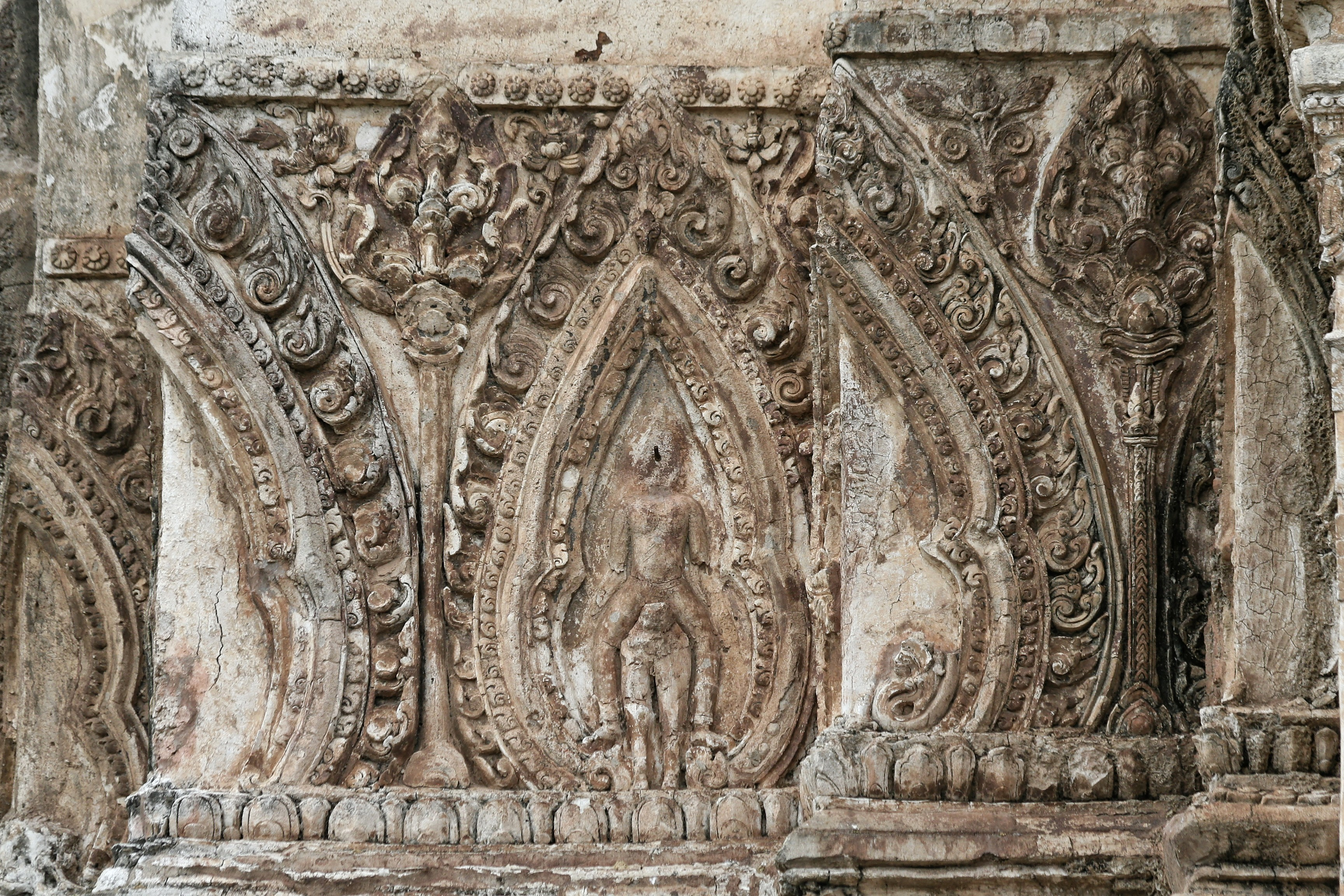
Décorations en stuc sur le prang central
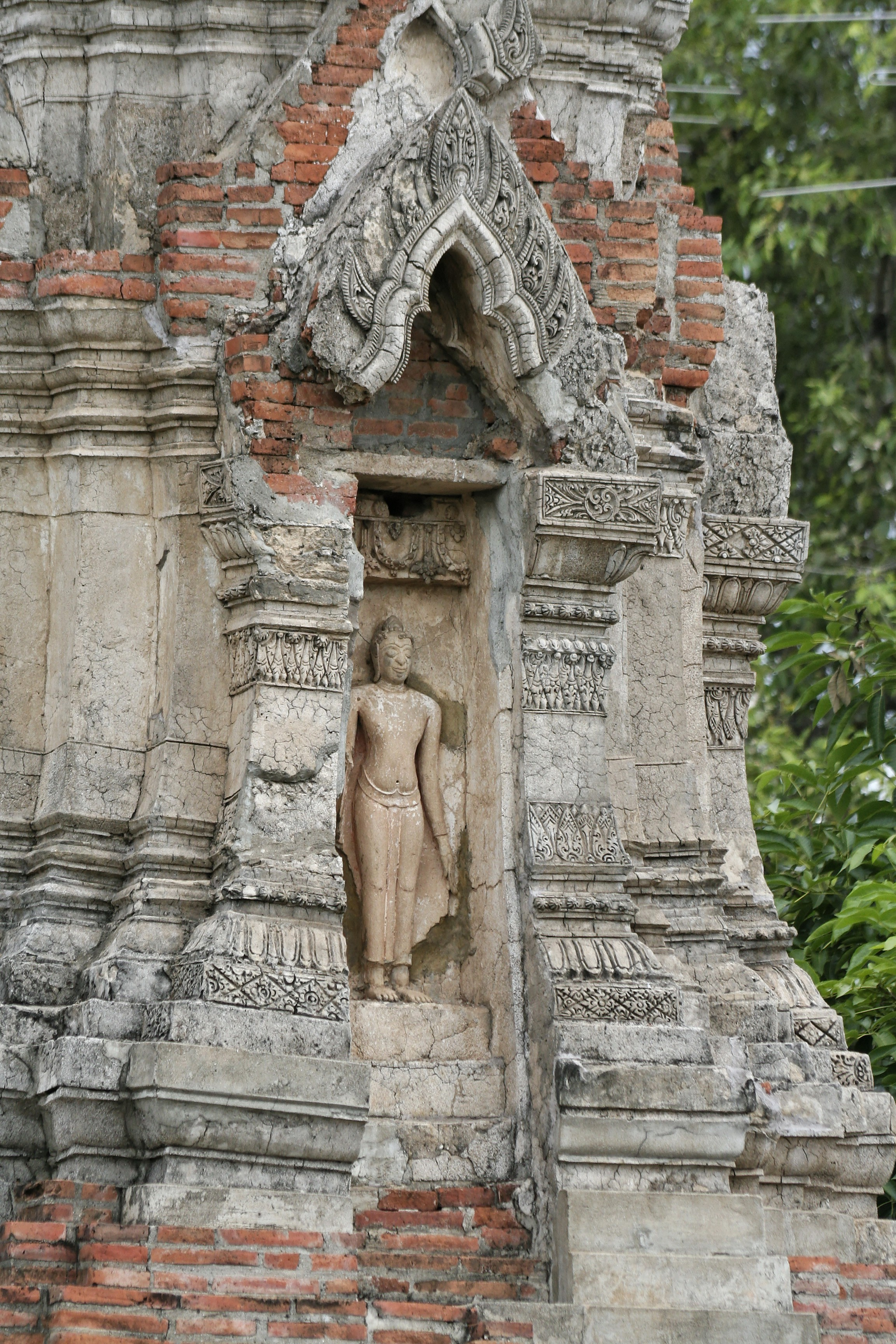